# خسرو فرشیدورد
خسرو فرشیدورد (آبان ۱۳۰۸ در ملایر – ۹ دی ۱۳۸۸ در تهران) استاد زبان و ادبیات فارسی و دارای دیدگاه‌های ویژه در عرصهٔ دستور زبان فارسی بود.

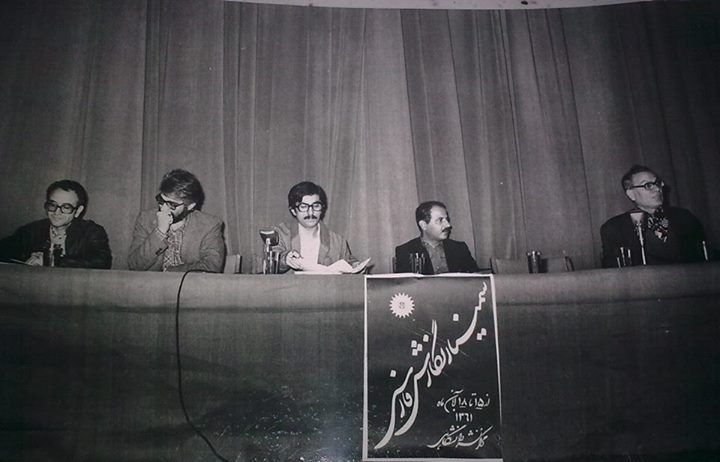
از راست: خسرو فرشیدورد، محمد طباطبایی، سعید حمیدیان، نصرالله پورجوادی، و محمدرضا شفیعی کدکنی (در «سمینار نگارش فارسی»، مرکز نشر دانشگاهی، ۱۳۶۱)

## زندگی
میرخسرو فرشیدورد، با نام خانوادگی قبلیِ ثقةالاسلامی، در سال ۱۳۰۸ در ملایر متولد شد. پدرش خان یکی از توابع ملایر بود. تحصیلات خود را تا پایان دورهٔ دبیرستان در زادگاهش انجام داد، و در اواخر دههٔ ۱۳۲۰ برای تحصیل در رشتهٔ زبان و ادبیات فارسی به دانشگاه تهران رفت.
در سال ۱۳۴۲، با ارائهٔ پایان‌نامهٔ دکتری خود با عنوان «قید در زبان فارسی و مقایسهٔ آن با قیود عربی و فرانسه و انگلیسی» (با استاد راهنمایی محمد معین) درجهٔ دکتری در زبان و ادبیات فارسی گرفت. از سال ۱۳۴۳ به تدریس در دانشگاه اصفهان مشغول شد. از سال ۱۳۴۷ در دانشگاه تهران به تدریس در دستور زبان فارسی و نقد شعر و متون فارسی پرداخت و تا هنگام بازنشستگی استاد دانشگاه تهران بود.
فرشیدورد در طول زندگی زناشویی هرگز صاحب فرزندی نشد و بعد از جدا شدن از همسر خود، دیگر ازدواج نکرد. او بی‌پروا بود و گاهی به کارهایی که در نظام جمهوری اسلامی ایران انجام می‌شد معترض بود و به همین دلیل از تدریس در مقطع کارشناسی منع شد. پس از بازنشستگی از دانشگاه تهران، مدتی با بستگانش زندگی کرد و پس از آن به سرای سالمندان نیکان منتقل شد.
دکتر خسرو فرشیدورد در روز چهارشنبه ۹ دی ۱۳۸۸ در «سرای سالمندان نیکان» تهران در سکوت خبری درگذشت و در بهشت زهرای تهران در قطعهٔ ۲۵۶، ردیف ۹۴، شمارهٔ ۳۷ به خاک سپرده شد.
فرشیدورد به زبان‌های عربی و فرانسوی تسلط داشت و با زبان‌های انگلیسی، پهلوی، اوستایی و فارسی باستان آشنایی کافی داشت. تخصص اصلی خسرو فرشیدورد، دستور زبان و نگارش فارسی بود و در نقد ادبی و سبک‌شناسی نیز صاحب‌نظر بود. همچنین سال‌ها عضو گروه پژوهشیِ لغت‌نامهٔ دهخدا بود. او شعر نیز می‌سرود. قالبِ اغلب شعرهای وی غزل (با مضامین عاشقانه و اجتماعی) بود.

## تألیفات
فرشیدورد افزون بر ۲۰۰ مقاله و ۱۶ عنوان کتاب در زمان حیات خود چاپ و منتشر کرد. او همچنین دو مجموعه شعر با عنوان‌های حماسهٔ انقلاب و صلای عشق (با مقدمه‌ای در معرفی شعر فارسی امروز) برجای مانده است. کتاب‌های او:
- «قید و تحول آن در زبان فارسی» (رسالهٔ دکتری، چاپ‌نشده) ۱۳۴۲
- عربی در فارسی، انتشارات دانشگاه تهران
- دستور امروز، بنگاه مطبوعاتی صفی‌علیشاه
- تحول فعل در زبان فارسی، چاپ وحید
- نقد شعر فارسی، چاپ وحید
- تحول فعل شبه‌معین در زبان فارسی، چاپ وحید
- در گلستان خیال حافظ، چاپ بنیاد نیکوکاری نوریانی
- دربارهٔ ادبیات و نقد ادبی، دو جلد، انتشارات امیرکبیر
- ج‍مله و تحول آن در زبان فارسی
- گفتارهایی دربارهٔ دستور زبان فارسی، انتشارات امیرکبیر
- نقش‌آفرینی‌های حافظ، تحلیل زیباشناسی و زبان‌شناختی اشعار حافظ
- لغت سازی و وضع و ترجمهٔ اصطلاحات علمی و فنی
- پیرامون ترجمه، سازمان چاپ و انتشارات وزارت فرهنگ و ارشاد اسلامی
- ترکیب و اشتقاق در زبان فارسی (ترکیب و تحول آن در زبان فارسی، دستوری برای واژه‌سازی)
- تاریخ مختصر زبان فارسی از آغاز تاکنون، انتشارات زوّار
- دستور مفصل امروز بر پایهٔ زبانش‍ناسی ج‍دید
- دستور مختصر تاریخی زبان فارسی
- مسئلهٔ درست و غلط، نگارش و پژوهش در زبان فارسی
- فعل و گروه فعلی و تحول آن در زبان فارسی (پژوهشی در دستور تاریخیِ زبان فارسی)[۱][۶][۷]

### نمونه شعر
| این خانه قشنگ است ولی خانهٔ من نیست  |  | این خاک چه زیباست ولی خاک وطن نیست    |
| آن دختر چشم‌آبی گیسویْ‌طلایی           |  | طناز و سیه‌چشم چو معشوقهٔ من نیست       |
| آن کشور نو، آن وطن دانش و صنعت      |  | هرگز به دل‌انگیزی ایران کهن نیست       |
| در مشهد و یزد و قم و سمنان و لرستان |  | لطفی‌ست که در کلگری و نیس و پکن نیست   |
| در دامن بحر خزر و ساحل گیلان        |  | موجی‌ست که در ساحل دریای عدن نیست      |
| در پیکر گُل‌های دلاویز شمیران         |  | عطری‌ست که در نافهٔ آهوی ختن نیست       |
| آواره‌ام و خسته و سرگشته و حیران     |  | هرجا که روم هیچ‌کجا خانهٔ من نیست       |
| آوارگی و خانه‌به‌دوشی چه بلایی‌ست      |  | دردی‌ست که همتاش در این دیر کهن نیست   |
| من بهرِ که خوانم غزل سعدی و حافظ     |  | در شهر غریبی که در او فهمِ سخن نیست؟   |
| هرکس که زند طعنه به ایرانی و ایران  |  | بی‌شبهه که مغزش به سر و روح به تن نیست |
| پاریس قشنگ است ولی نیست چو تهران    |  | لندن به دلاویزیِ شیراز کهن نیست        |
| هرچند که سرسبز بُوَد دامنهٔ آلپ        |  | چون دامن البرز پُر از چین‌وشکن نیست     |
| این کوه بلند است ولی نیست دماوند    |  | این رود چه زیباست ولی رود تجن نیست    |
| این شهر عظیم است ولی شهرِ غریب است   |  | این خانه قشنگ است ولی خانهٔ من نیست    |

## از نگاه دیگران
محمدرضا ترکی، از شاگردان فرشیدورد، معتقد است که پس از دکتر محمد معین، زبردستی و وسعت اطلاعات و تحقیقات دکتر فرشیدورد در حوزهٔ زبان‌شناسی و دستور زبان فارسی سرآمد دیگران بوده است. عزیزالله جوینی، استاد زبان و ادبیات فارسی دانشگاه تهران، در مراسم بزرگداشت او شاعر بودن فرشیدورد را یکی از ابعاد پنهان‌ماندهٔ شخصیتش برشمرد و بیان کرد: «فرشیدورد در شعر انقلاب مضمون‌آفرینی بسیار محکمی داشته است که شاید در این عرصه کمتر همتایی برای او پیدا شود». همچنین، در سال ۱۳۷۷ کمال حاج‌سیدجوادی کتابی با عنوان یادگارنامهٔ استاد دکتر خسرو فرشیدورد گِرد آورد و توسط انجمن آثار و مفاخر فرهنگی منتشر کرد که در آن به مباحثی چون کتاب‌شناسی کتاب‌ها و مقالات دکتر خسرو فرشیدورد، و نگاهی به آثار و نظریات ادبی و زبان‌شناسی او پرداخته شده است.